# Rue Robespierre (Montreuil)
Pour les articles homonymes, voir Rue Robespierre.
La rue Robespierre est un des axes importants de Montreuil dans le département de la Seine-Saint-Denis.

## Origine du nom

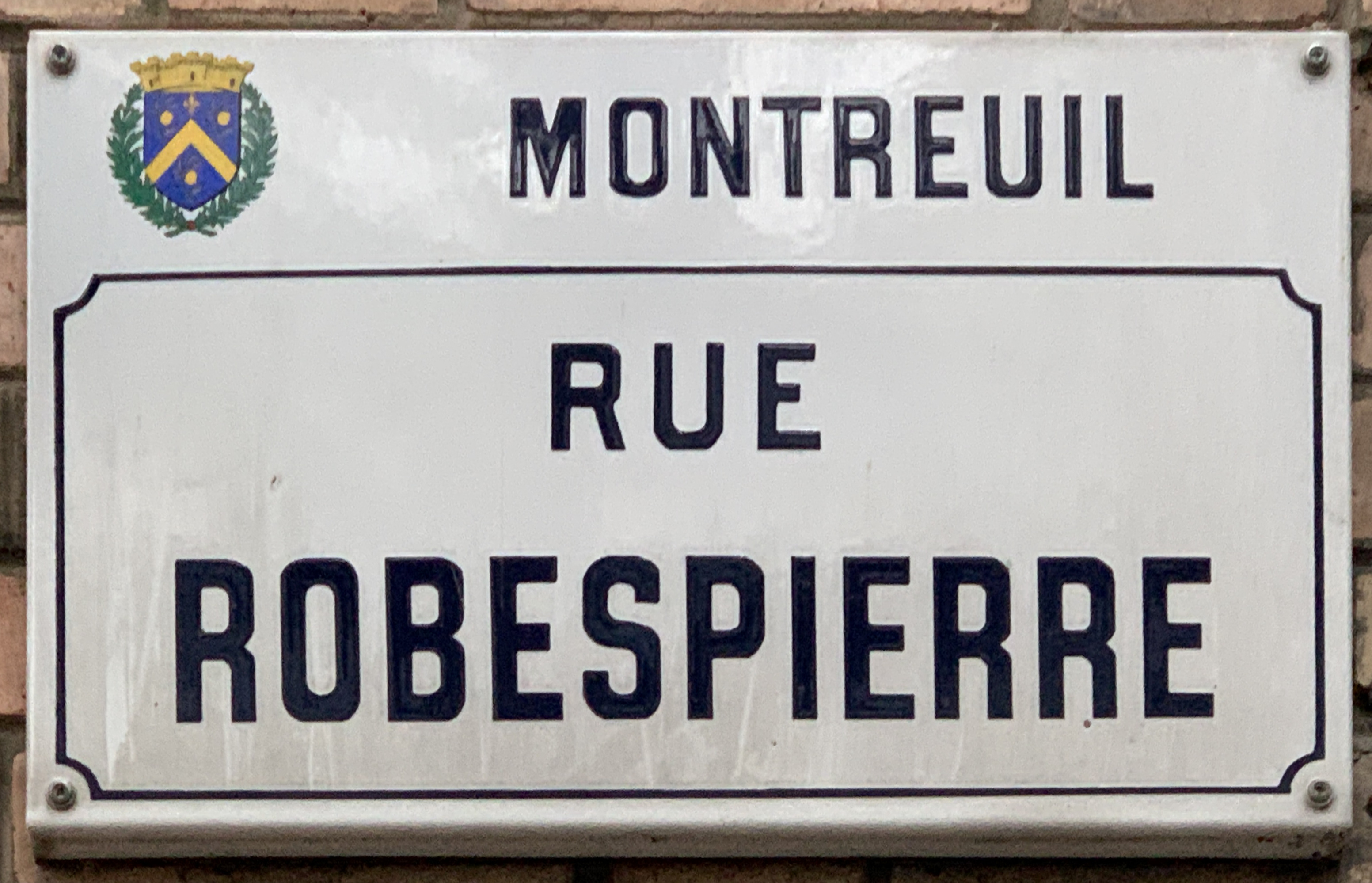
Plaque émaillée de la rue.

Elle a été renommée en hommage à Maximilien de Robespierre, avocat et homme politique français.

## Historique

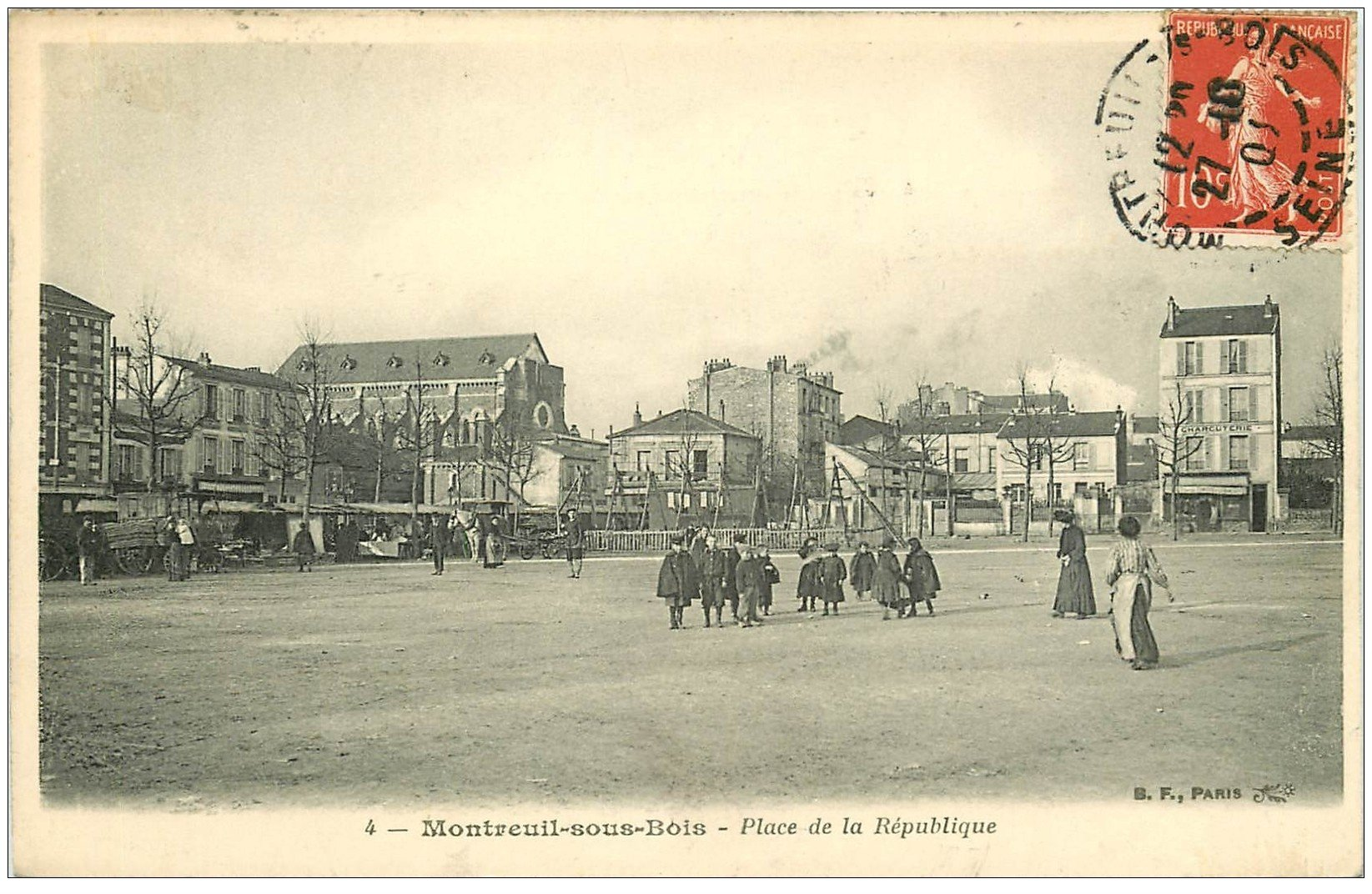
La place de la République en 1908. L'église est en cours de construction.

Cette voie de communication s'appelait autrefois rue Arsène-Chéreau.
Dans le prolongement de la rue Robespierre, existe encore une rue Arsène-Chéreau, au nord de la rue de Paris, qui est dans l'axe de la rue Robespierre à Bagnolet.

## Bâtiments remarquables et lieux de mémoire
- Station de métro Robespierre,

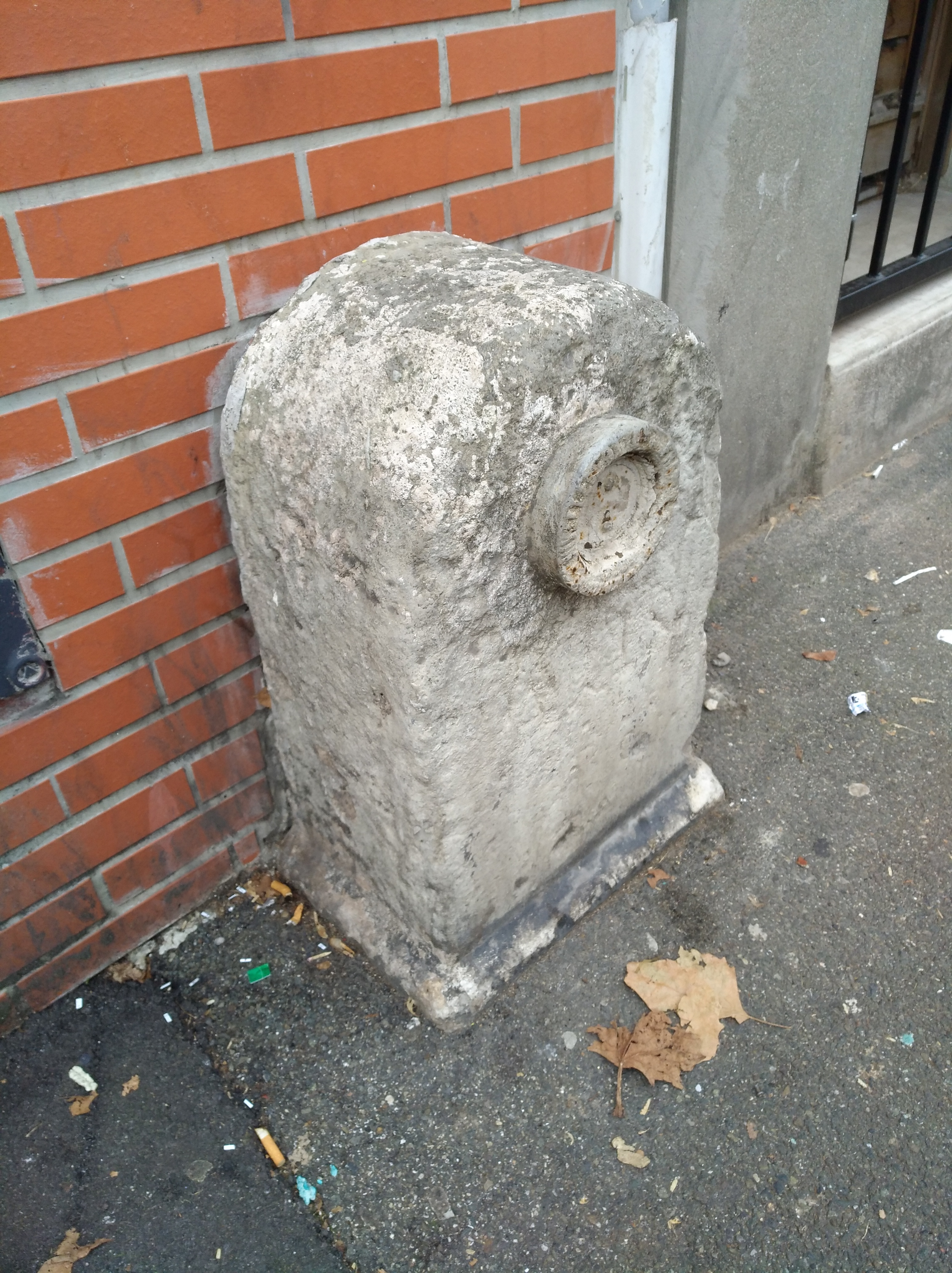
Ancien repère de nivellement, situé rue Robespierre.

- Église Saint-André-du-Bas-Montreuil, construite de 1900 à 1928 en remplacement d'une chapelle datant de 1864, rue Paul Bert[3],
- Marché de la place de la République,
- Sous la place de la République a été découvert en 2019 un abri de la Défense passive datant de la Seconde Guerre Mondiale[4],
- Centre d'action sociale protestant [5].
- Pianos Klein, manufacture française de pianos.